# 刘世龙 (演员)
刘世龙（1930年—2017年9月27日），安徽萧县人，中国电影表演艺术家。他因在电影《英雄儿女》中塑造英雄王成而家喻户晓。2017年获中国电影金鸡奖终身成就奖。